# Amanda Seyfried
Pour les articles homonymes, voir Seyfried.
Amanda Seyfried est une actrice, mannequin et chanteuse américaine, née le 3 décembre 1985 à Allentown, en Pennsylvanie.
Après s'être lancée dans le mannequinat à l'âge de 11 ans, elle entame une carrière de comédienne à l'âge de 15 ans, en jouant dans les feuilletons télévisés As the World Turns (1999-2001), La Force du destin (2003) ou encore Veronica Mars (2004-2006).
Au cinéma, découverte en 2004 dans la comédie Lolita malgré moi, elle s'impose au grand public en 2008 avec la comédie musicale Mamma Mia !, de Phyllida Lloyd. Elle confirme en 2012 dans un autre film musical, Les Misérables, de Tom Hooper. Entre ces deux succès, elle tient les premiers rôles féminins des blockbusters Le Chaperon rouge et Time Out (2011). Ses derniers films remarqués sont des comédies : While We're Young (2014) et Ted 2 (2015).
En 2021, elle est nommée à l’Oscar de la meilleure actrice dans un second rôle pour son rôle dans Mank.

## Biographie

### Enfance
Née à Allentown, en Pennsylvanie, Amanda Michelle Seyfried est la fille cadette d'une ergothérapeute, Ann Sander, et d'un pharmacien, Jack Seyfried. Elle a des origines allemandes, écossaises, irlandaises et anglaises,,. Sa sœur aînée, Jennifer Seyfried, est musicienne et fait partie d'un groupe de rock de Philadelphie, Love City. En 2003, Amanda est ressortie diplômée de la William Allen High School (en).

## Carrière

### Seconds rôles (1996-2006)
Durant sa carrière de mannequin, Amanda a participé à une campagne de vêtements Limited Too, avec Leighton Meester.
Elle arrête le mannequinat à l'âge de 17 ans pour travailler comme serveuse dans une communauté de retraités. Plus jeune, elle suit des cours de théâtre et de chant, avec un coach qui travaille à Broadway. Sa carrière d'actrice débute réellement avec le feuilleton télévisé, Haine et Passions, mais la scène où elle apparaît est finalement supprimée de l'épisode.
Par la suite, de 2000 à 2001, elle joue le rôle de Lucy Montgomery dans la série télévisée As the World Turns, ainsi que le rôle de Joni Stafford dans un autre feuilleton télévisé La Force du destin, de 2002 à 2003.
En 2003, à l'âge de 16-17 ans, Amanda auditionne pour le rôle de Regina George dans la comédie pour la jeunesse Lolita malgré moi ; mais elle n'est pas retenue et le rôle est attribué à l'actrice canadienne Rachel McAdams. Les producteurs pensent cependant à elle pour le rôle de Cady Heron, mais il est finalement confié à Lindsay Lohan. Finalement, elle décroche le rôle de Karen Smith, l'une des meilleures amies de Regina George,. Le film sort au cinéma en avril 2004 et connaît un grand succès commercial avec des recettes de 129 millions de dollars. Ce film permet surtout à l'actrice d'être distinguée par un premier MTV Movie Awards aux côtés de Lindsay Lohan, Lacey Chabert et Rachel McAdams, dans la catégorie « Meilleure équipe à l'écran ».
À cette même époque, la jeune actrice auditionne pour le rôle-titre d'une nouvelle série dramatique, Veronica Mars. Malheureusement pour elle, c'est l'actrice Kristen Bell qui est retenue. Elle se voit cependant confier celui de Lilly Kane, la défunte meilleure amie de l'héroïne, son personnage n'apparaissant que dans les flashbacks. Malgré cela, le créateur de la série, Rob Thomas, a déclaré que la prestation d'Amanda était tellement remarquable, qu'il avait prolongé son contrat alors qu'elle ne devait au départ jouer que dans la première saison. Parallèlement, elle multiplie les apparitions dans d'autres séries : Dr House, Justice, New York, unité spéciale, American Dad! et Les Experts.
En 2005, elle repasse au cinéma pour le rôle de Samantha, écrit spécialement pour elle par le réalisateur Rodrigo García, dans le film Nine Lives. Sa performance lui vaut le prix de la « Meilleure actrice » lors du festival international du film de Locarno. Cette même année, elle joue dans le film indépendant American Gun.
En 2006, elle est à l'affiche du court-métrage Gypsies, Tramps & Thieves et fait partie de la distribution chorale du thriller Alpha Dog. Côté télévision, elle joue un rôle récurrent dans cinq épisodes de la série dramatique Wildfire. C'est cette même année qu'elle décroche enfin son premier rôle dans une série.

### Premiers rôles et révélation (2006-2009)

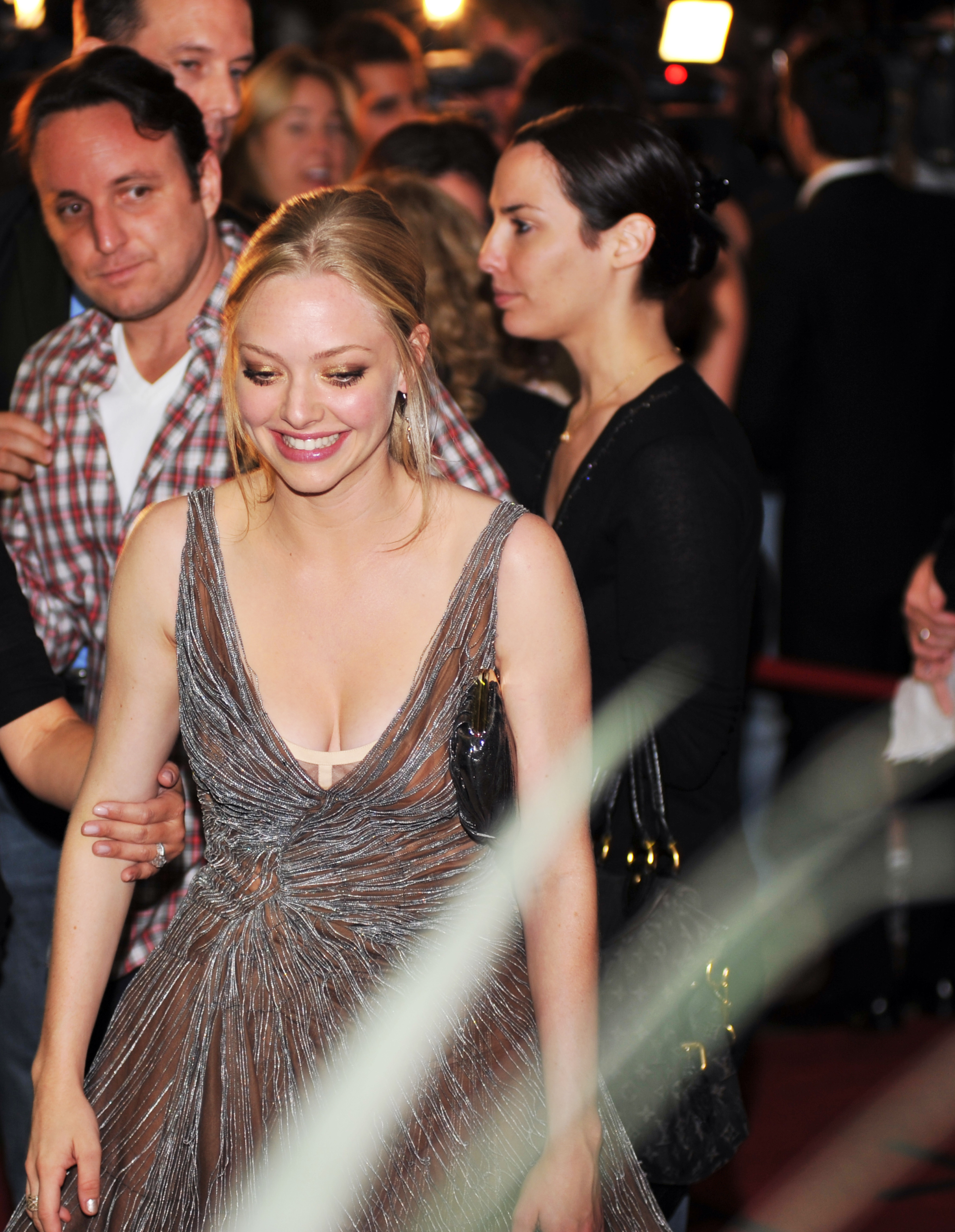
L'actrice en septembre 2009 pour la première de Jennifer's Body au festival international du film de Toronto.

À partir de mars 2006, elle fait partie de la distribution principale de la série dramatique Big Love. Elle joue la fille cadette du père de famille, Bill Henrickson, incarné par Bill Paxton. Ce  rôle lui permet de sortir des productions pour la jeunesse pour côtoyer des acteurs plus âgés. La série est bien reçue par la critique, et connait cinq saisons diffusées par la chaîne HBO, jusqu'en mars 2011,. Parallèlement, l'actrice multiplie les rôles au cinéma.
En 2008, elle défend le film d'horreur Solstice, qui sort directement en vidéo mais aussi la comédie musicale Mamma Mia, aux côtés de Meryl Streep, un remake de Mamma Mia ! (1999). Le film est l'un des plus gros succès de l'année 2008 et, en janvier 2013, il a été déclaré qu'il est le 73e plus gros succès de l'industrie du cinéma. Amanda Seyfried, qui est aussi chanteuse, a d'ailleurs enregistré cinq chansons de la bande originale du film. Cette exposition médiatique lui permet d'enchaîner avec d'autres projets.
En mars 2008, elle obtient le second rôle principal de l'attendue comédie horrifique Jennifer's Body, supposé lancer la carrière de la révélation Megan Fox. Le film sort en septembre 2009 et reçoit des critiques mitigées. Cette même année, elle joue les femmes fatales pour le thriller érotique Chloé, qui lui vaut des critiques positives.
En 2009, elle intègre le casting de la comédie indépendante Boogie Woogie, qui est sortie au cinéma en avril 2010. Le 22 février 2009, Amanda a remis un prix lors des Oscars du cinéma. En mars, le réalisateur Zack Snyder lui propose le rôle de Baby Doll dans son blockbuster fantastique Sucker Punch, mais elle décline, en raison de son emploi du temps toujours pris par Big Love.

### Confirmation commerciale (2010-2011)
Pour marquer l'année 2010, elle choisit plutôt le rôle principal du film romantique Cher John - adapté du best-seller du même nom de Nicholas Sparks, aux côtés de la valeur montante Channing Tatum,. Le film sorti en salles le 5 février 2010 reçoit des critiques négatives. Pour ce projet, l'actrice a composé et enregistré la chanson Little House. Malgré les mauvaises critiques, le film est le premier à battre Avatar au box-office, après avoir rapporté 80 millions de dollars aux États-Unis et 115 millions de dollars dans le monde entier,.
En fin d'année 2010, elle est à l'affiche de la comédie romantique Lettres à Juliette qui reçoit des critiques mitigées mais engrange 80 millions de dollars dans le monde entier. Pour son rôle dans ce film, l'actrice remporte le prix de la "Plus grande révélation de l'année", et elle est nommée dans la catégorie "Meilleure performance d'une actrice" lors des MTV Movie Awards,. Toujours en 2010, elle est listée parmi les "17 célébrités à surveiller",, et elle reçoit également trois nominations lors des Teen Choice Awards.

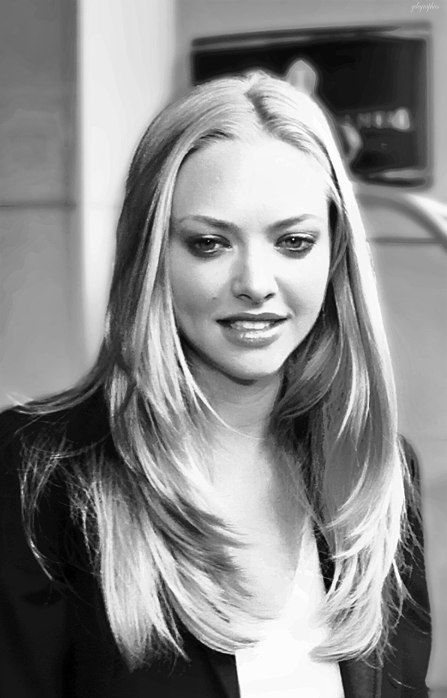
Amanda Seyfried en 2009.

Fin janvier 2009, elle est choisie pour jouer le premier rôle dans la comédie Une femme sans importance, adaptée de la pièce du même nom d'Oscar Wilde, - qui devait sortir en salles en 2011 mais, en 2010, il a été annoncé que le film ne se ferait pas pour des raisons de budget. En 2009, il a également été confirmé qu'Amanda ferait partie de la distribution du film Albert Nobbs, mais elle a refusé le rôle en raison d'un emploi du temps trop chargé ; elle a donc été remplacée par l'actrice Mia Wasikowska.
L'année 2011 lui permet de porter des blockbusters : en mars, elle tient donc le rôle-titre du film Le Chaperon rouge, qui reçoit globalement des critiques négatives, et un box-office mondial de 90 millions de dollars. En octobre, elle partage l'affiche du thriller de science-fiction Time Out, avec Justin Timberlake, et marquant le retour du cinéaste Andrew Niccol. Le film reçoit des critiques mitigées mais rapporte 172 millions de dollars.

### Reconnaissance critique et progression (depuis 2012)

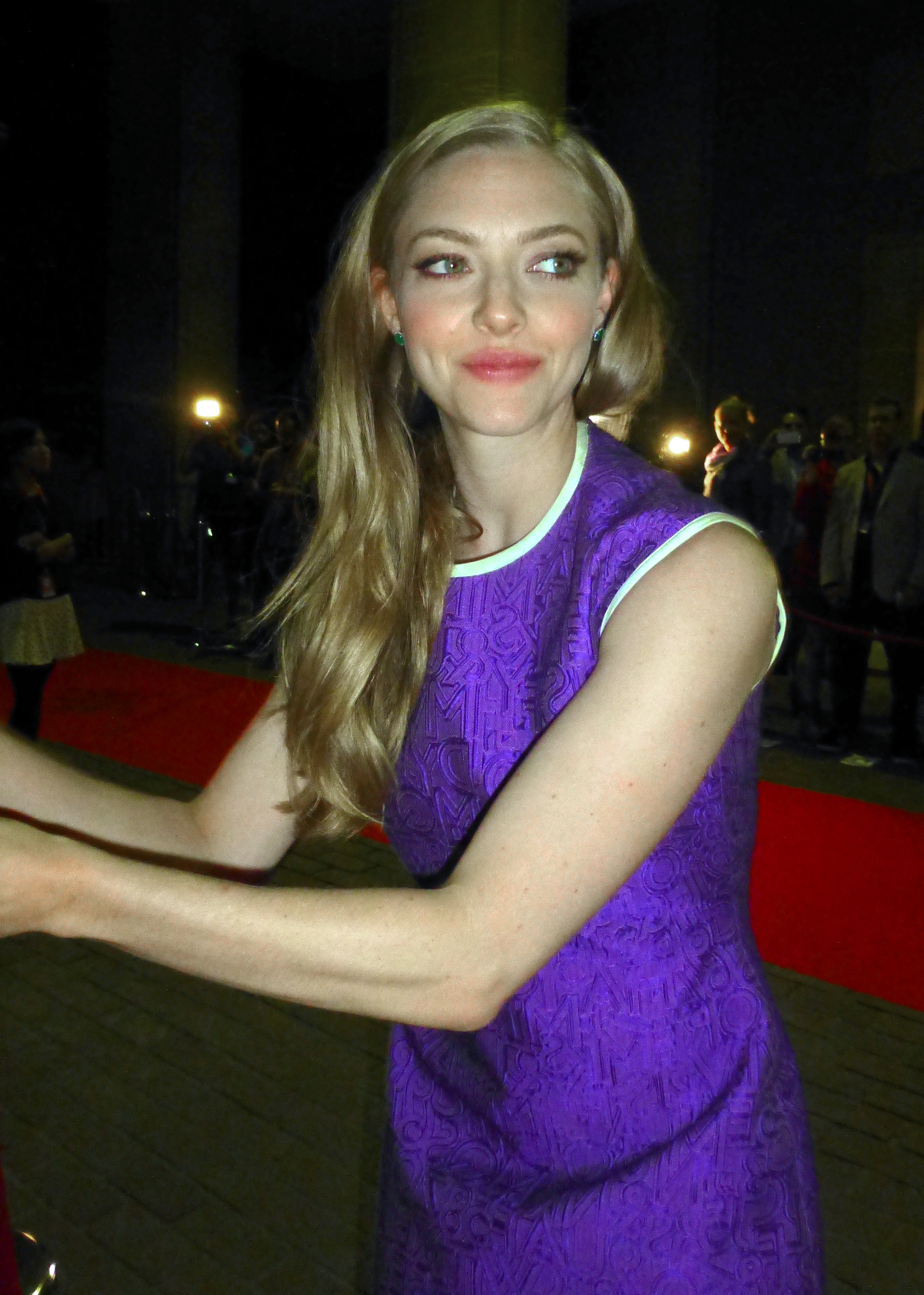
L'actrice au festival international du film de Toronto 2014 pour While We're Young.

L'année 2012 lui permet de renouer avec un succès incontestable : si son thriller Disparue, dont elle incarne le rôle principal, passe inaperçu, en revanche, la superproduction Les Misérables connait un large succès critique et commercial. L'actrice y prête ses traits à la jeune Cosette, et donne la réplique à de multiples stars hollywoodiennes. Nommé  aux Oscars du cinéma dans la catégorie "Meilleur film de l'année", le film rapporte 440 millions de dollars dans le monde entier,,.
En 2013, elle fait partie de la distribution chorale de la comédie dramatique Un grand mariage, et prête sa voix  pour le film d'animation Epic : La Bataille du royaume secret. Mais elle joue surtout le rôle de Linda Lovelace dans l'ambitieux biopic Lovelace, réalisé par Rob Epstein et Jeffrey Friedman. Dévoilé au Festival de Sundance en janvier, le film reçoit des critiques allant du mitigé au positif. Il connait finalement une exploitation en salles très limitée en août, ne rapportant que 1,6 million de dollars, contre les 12 du budget initial. Parallèlement, la désormais jeune vedette accepte d'être l'égérie du parfum Very Irrésistible de Givenchy.
L'année 2014 l'amène vers des rôles plus légers : elle joue dans la parodie Albert à l'ouest, aux côtés de Charlize Theron et Liam Neeson. Elle est aussi à l'affiche de l'acclamée comédie dramatique While We're Young, de Noah Baumbach. Avec la valeur montante Adam Driver, elle forme un jeune couple de hipsters new-yorkais rencontrant un couple de quadragénaires incarné par Naomi Watts et Ben Stiller.
En 2015, elle revient aux grosses productions, mais sans succès : le blockbuster Pan, adaptation du classique littéraire Peter Pan signée Joe Wright, où elle joue Mary, la mère du héros, est un échec critique et commercial, et la suite Ted 2, où elle remplace Mila Kunis sur proposition du réalisateur de Albert à l'Ouest, Seth MacFarlane, rapporte bien moins que premier opus, sabrant les chances d'un troisième opus. Enfin, le plus modeste mélodrame Fathers and Daughters, de Gabriele Muccino, dont elle partage l'affiche avec son partenaire des Misérables, Russell Crowe, passe inaperçu. Idem pour la comédie potache de fin d'année Love the Coopers, de Jessie Nelson.
Étant enceinte durant l'année 2016, elle tourne peu. Elle se rattrape l'année suivante en dévoilant plusieurs projets : en janvier 2017, elle présente à Sundance la comédie dramatique indépendante The Last Word, dont elle partage l'affiche avec la légende Shirley MacLaine. Puis en avril, elle présente une autre comédie dramatique, The Clapper, écrite et réalisée par Dito Montiel. Elle y donne cette fois la réplique à l'acteur Ed Helms. Enfin, à la fin de l'année, elle sera à l'affiche d'un blockbuster de science-fiction, Anon, écrit et réalisé par Andrew Niccol. Le premier rôle masculin est confié à Clive Owen.
L'année 2018 sera marquée par la sortie du projet indépendant First Reformed, écrit et réalisé par Paul Schrader ; la comédie Gringo, de Nash Edgerton, qui sera diffusée exclusivement sur Amazon Vidéo ; et surtout la suite Mamma Mia : Here We Go Again !.

## Vie privée

### Santé
Amanda souffre de troubles anxieux et d'attaques de panique. Elle a aussi déclaré qu'elle n'a jamais fait de théâtre, car elle a le trac.

### Vie de couple

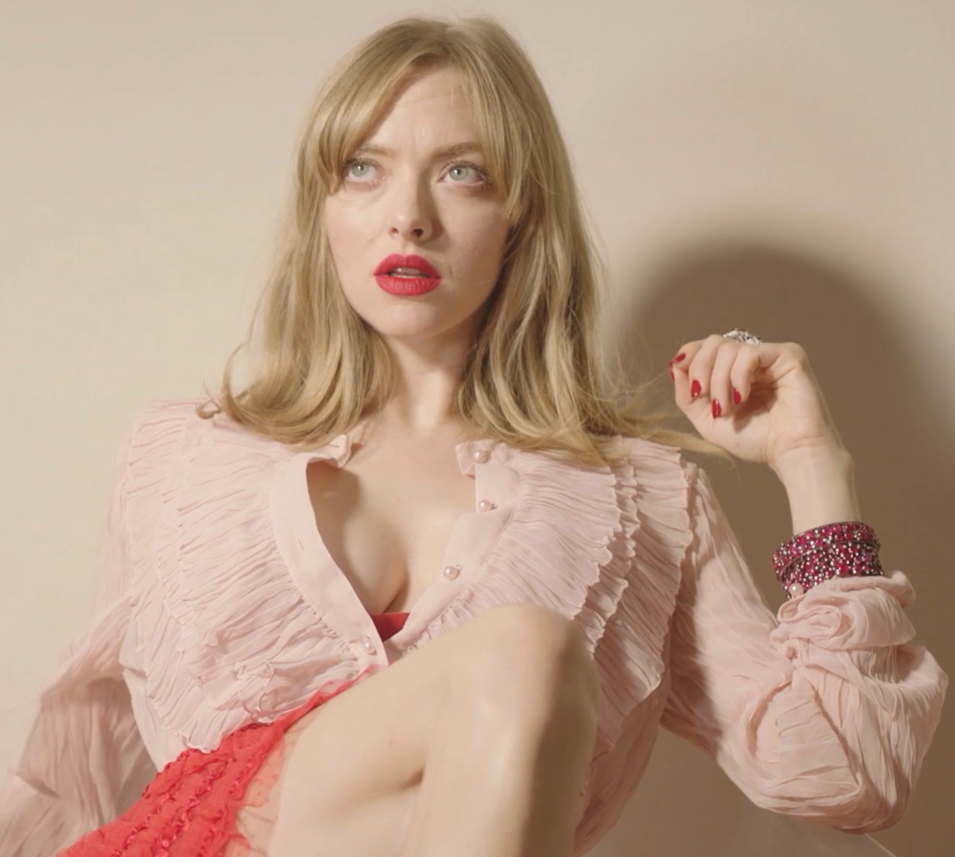
La star à un photoshoot pour Vogue, en novembre 2018.

Amanda a eu sa première relation sérieuse à l'âge de 16 ans avec l'acteur Micah Alberti, de 2002 à 2005,. En 2005, elle fréquente brièvement l'acteur Emile Hirsch – rencontré sur le tournage du film Alpha Dog, avant de se mettre en couple avec l'homme d'affaires canadien Jesse Marchant, de juillet 2005 à août 2007.
À partir de septembre 2007, elle entame une relation avec son partenaire dans Mamma Mia!, Dominic Cooper. Ils se sépareront, puis se réconcilieront à plusieurs reprises jusqu'en mai 2010,,. Elle a eu une brève liaison avec l'acteur suédois Alexander Skarsgård, en 2008 lorsqu'elle était séparée de Dominic.
Après avoir eu une histoire d'amour avec l'acteur Ryan Phillippe d'octobre 2010 à mai 2011,, elle a brièvement fréquenté l'agent immobilier Andrew Joblon (marié par la suite à l'actrice Claire Holt), d'août à décembre 2011,.
Par la suite, elle a fréquenté l'acteur Josh Hartnett, de janvier à juin 2012, ainsi que l'acteur Desmond Harrington de juillet 2012 à avril 2013,. Elle a ensuite été la compagne de l'acteur Justin Long de juillet 2013 à septembre 2015,,,.
Depuis février 2016, elle partage la vie de l'acteur Thomas Sadoski,,. Le couple se fiance en septembre de la même année, puis se marie en secret le 12 mars 2017. Ils ont deux enfants : une fille, prénommée Nina (née le 24 mars 2017), et un garçon, Thomas (né le 28 septembre 2020).

## Filmographie

### Cinéma

#### Longs métrages
- 2004 : Lolita malgré moi (Mean Girls) de Mark Waters : Karen Smith
- 2005 : Nine Lives de Rodrigo García : Samantha
- 2005 : American Gun d'Aric Avelino : Mouse
- 2006 : Alpha Dog de Nick Cassavetes : Julie Beckley
- 2008 : Solstice de Daniel Myrick : Zoé
- 2008 : Mamma Mia ! de Phyllida Lloyd : Sophie Sheridan
- 2009 : Boogie Woogie de Duncan Ward : Paige Prideaux
- 2009 : Jennifer's Body de Karyn Kusama : Anita « Needy » Lesnicky
- 2009 : Chloé (Chloe) d'Atom Egoyan : Chloe
- 2010 : Cher John (Dear John) de Lasse Hallström : Savannah Lynn Curtis
- 2010 : Lettres à Juliette (Letters to Juliet) de Gary Winick : Sophie
- 2011 : Le Chaperon rouge (Red Riding Hood) de Catherine Hardwicke : Valerie
- 2011 : Time Out (In Time) d'Andrew Niccol : Sylvia Weis
- 2012 : Disparue (Gone) d'Heitor Dhalia : Jill Parrish
- 2012 : Les Misérables de Tom Hooper : Cosette
- 2013 : Un grand mariage (The Big Wedding) de Justin Zackham : Missy O'Connor
- 2013 : Epic : La Bataille du royaume secret de Chris Wedge : Mary Katherine (voix)
- 2013 : Lovelace de Rob Epstein et Jeffrey Friedman : Linda Lovelace
- 2014 : Albert à l'ouest (A Million Ways to Die in the West) de Seth MacFarlane : Louise
- 2014 : While We're Young de Noah Baumbach : Darby
- 2015 : Pan de Joe Wright : Mary, la mère de Peter Pan
- 2015 : Ted 2 de Seth MacFarlane : Samantha Leslie Jackson
- 2015 : Père et Fille (Fathers and Daughters) de Gabriele Muccino : Katie
- 2015 : Noël chez les Cooper (Love the Coopers) de Jessie Nelson : Ruby
- 2017 : Adorables Ennemies de Mark Pellington : Anne Sherman
- 2017 : The Clapper de Dito Montiel : Judy
- 2017 : Sur le chemin de la rédemption (First Reformed) de Paul Schrader : Mary
- 2018 : Gringo de Nash Edgerton : Sunny
- 2018 : Mamma Mia! Here We Go Again d'Ol Parker : Sophie Sheridan
- 2018 : Anon d'Andrew Niccol : la fille
- 2019 : Dans les yeux d'Enzo (The Art of Racing in the Rain) de Simon Curtis : Eve
- 2020 : Scooby ! (Scoob!) de Tony Cervone : Daphne Blake (voix)
- 2020 : You Should Have Left de David Koepp : Susanna
- 2020 : Mank de David Fincher : Marion Davies
- 2020 : Le Souffle coupé (A Mouthful of Air) d'Amy Koppelman : Julie Davis
- 2021 : Dans les angles morts (Things Heard & Seen) de Shari Springer Berman et Robert Pulcini : Catherine Clare
- 2023 : Seven Veils d'Atom Egoyan : Jeanine
- 2025 : La Femme de ménage (The Housemaid) de Paul Feig : Nina (également productrice déléguée)

#### Courts métrages
- 2006 : Gypsies, Tramps & Thieves d'Andrea Janakas : Chrissy
- 2008 : Official Selection de Brian Crano : Emily

### Télévision

#### Séries télévisées
- 1999 - 2001 : As the World Turns : Lucinda Marie « Lucy » Montgomery
- 2002 - 2003 : La Force du destin (All My Children) : Joni Stafford
- 2004 : New York, unité spéciale (Law & Order: Special Victims Unit) : Tandi McCain (saison 6, épisode 5)
- 2004 : Dr House (House M.D.) : Pam (saison 1, épisode 11)
- 2004 - 2006 : Veronica Mars : Lilly Kane
- 2006 : Wildfire : Rebecca
- 2006 : Les Experts (CSI: Crime Scene Investigation) : Lacey Finn (saison 6, épisode 21)
- 2006 : Justice : Ann Diggs (saison 1, épisode 2)
- 2006 - 2011 : Big Love : Sarah Henrickson
- 2008 : American Dad! : Amy (voix, saison 5, épisode 5)
- 2014 : Cosmos : Une odyssée à travers l'univers (Cosmos: A Spacetime Odyssey) : Marie Tharp (voix)
- 2017 : Twin Peaks : Rebecca « Becky » Burnett
- 2022 : The Dropout : Elizabeth Holmes
- 2023 : The Crowded Room : Rya Goodwin
- 2025 : La Rivière des Disparues : Mickey

### Publicités
- 2014 : Givenchy : Very Irresistible
- 2015 : Givenchy : Live Irresistible

## Distinctions
Sauf indication contraire, les informations mentionnées dans cette section peuvent être confirmées par la base de données cinématographiques IMDb,  présente dans la section « Liens externes ».

### Récompenses
- MTV Movie + TV Awards 2005 : meilleure équipe à l'écran dans une comédie pour Lolita malgré moi partagée avec Lindsay Lohan, Rachel McAdams et Lacey Chabert.
- Festival international du film de Locarno 2005 : Prix Bronze Leopard de la meilleure distribution pour Nine Lives partagé avec Robin Wright, Dakota Fanning, Sissy Spacek, Holly Hunter, LisaGay Hamilton, Glenn Close, Elpidia Carrillo, Amy Brenneman et Kathy Baker.
- MTV Movie + TV Awards 2010 : meilleure performance la plus effrayante pour Jennifer's Body
- ShoWest Convention 2010 : Prix de la star féminine de l'année.
- Awards Circuit Community Awards 2012 : meilleure distribution pour Les Misérables partagée avec Isabelle Allen, Samantha Barks, Helena Bonham Carter, Sacha Baron Cohen, Russell Crowe, Anne Hathaway, Daniel Huttlestone, Hugh Jackman, Eddie Redmayne, Aaron Tveit et Colm Wilkinson.
- National Board of Review Awards 2012 : Meilleure distribution pour Les Misérables
- Satellite Awards 2012 : Meilleure distribution pour Les Misérables
- Capri 2020 : meilleure actrice dans un second rôle pour Mank
- Dallas-Fort Worth Film Critics Association Awards 2021 : meilleure actrice dans un second rôle pour Mank
- Huading Awards 2021 : Huading Awards meilleure actrice dans un second rôle pour Mank
- Las Vegas Film Critics Society Awards 2021 : meilleure actrice dans un second rôle pour Mank
- Philadelphia Film Critics Circle Awards 2021 : meilleure actrice dans un second rôle pour Mank
- Festival international du film de Santa Barbara 2021 : Prix Montecito pour sa contribution au monde du cinéma
- Satellite Awards 2021 : Meilleure actrice dans un second rôle pour Mank
- Awards Daily Cooler Awards 2022 : meilleure actrice dans une mini-série ou un téléfilm pour The Dropout
- Gold Derby Awards 2022 : meilleure actrice dans une mini-série ou un téléfilm pour The Dropout
- Hollywood Critics Association Television Awards 2022 : meilleure actrice dans une mini-série ou un téléfilm pour The Dropout
- International Online Cinema Awards 2022 : meilleure actrice dans une mini-série ou un téléfilm pour The Dropout
- Online Film & Television Association Awards 2022 : meilleure actrice dans une mini-série ou un téléfilm pour The Dropout
- Primetime Emmy Awards 2022 : Meilleure actrice dans une mini-série ou un téléfilm pour The Dropout
- Critics' Choice Movie Awards 2023 : Meilleure actrice dans une mini-série ou un téléfilm pour The Dropout
- Golden Globes 2023 : Meilleure actrice dans une mini-série ou un téléfilm pour The Dropout

### Nominations
- Gotham Independent Film Awards 2005 : meilleure distribution pour Nine Lives partagée avec Robin Wright, Dakota Fanning, Sissy Spacek, Holly Hunter, LisaGay Hamilton, Glenn Close, Elpidia Carrillo, Amy Brenneman et Kathy Baker.
- MTV Movie + TV Awards 2009 : meilleure actrice pour Mamma Mia !
- People's Choice Awards 2009 : meilleure distribution pour Mamma Mia !
- MTV Movie + TV Awards 2010 : meilleure actrice pour Cher John
- Teen Choice Awards 2010 : Meilleure actrice et meilleur couple à l'écran avec Channing Tatum pour Cher John
- Teen Choice Awards 2010 : Meilleure  actrice pour Lettres à Juliette
- Golden Globes 2021 : Meilleure actrice dans un second rôle pour Mank
- Oscars 2021 : Meilleure actrice dans un second rôle pour Mank (film)|Mank
- Dorian TV Awards 2022 : meilleure performance TV dans une mini-série ou un téléfilm pour The Dropout
- MTV Movie + TV Awards 2022 : meilleure performance TV dans une mini-série ou un téléfilm pour The Dropout
- Pena de Prata 2022 : meilleure actrice principale dans une mini-série ou un téléfilm The Dropout
- Primetime Emmy Awards 2022 : Meilleure mini-série pour The Dropout partagé avec Elizabeth Meriwether (en) (Productrice exécutive), Katherine Pope (Productrice exécutive), Michael Showalter (Producteur exécutif), Jordana Mollick (Productrice exécutive), Rebecca Jarvis (Productrice exécutive), Taylor Dunn (Producteur exécutif), Victoria Thompson (Productrice exécutive), Liz Heldens (Productrice exécutive), Liz Hannah (Productrice exécutive), Hilton Smith (Productrice co-exécutive), Dan LeFranc (Producteur superviseur), Hilary Bettis (Productrice exécutive) et Megan Mascena Gaspar (Productrice).
- Television Critics Association Awards 2022 : meilleure actrice dans une mini-série ou un téléfilm The Dropout
- Screen Actors Guild Awards 2023 : Meilleure actrice dans une mini-série ou un téléfilm pour The Dropout

## Voix francophones
En version française, Amanda Seyfried est principalement doublée par Marie-Eugénie Maréchal depuis la série  Veronica Mars. Elle la retrouve notamment dans Jennifer's Body, Cher John, Le Chaperon rouge, Time Out, Disparue, Un grand mariage, Les Misérables, Pan, Anon ou encore Gringo.
La doublant au milieu des années 2000 dans Wildfire et les deux premières saisons de Big Love, Chloé Berthier, devient sa voix régulière à partir de 2015, étant sa voix dans Ted 2, Twin Peaks, First Reformed, Mank et Dans les angles morts. Pour le reste de la série Big Love, elle est remplacée par Noémie Orphelin qui retrouve l'actrice américaine en 2019 dans Dans les yeux d'Enzo.
Pour ses autres apparitions, Amanda Seyfried est notamment doublée par Kelly Marot dans Mamma Mia !, sa suite et Albert à l'ouest, tandis qu'elle est doublée à titre exceptionnel par Fily Keita dans Lolita malgré moi,, Edwige Lemoine dans New York, unité spéciale, Karine Foviau dans Alpha Dog, Élisabeth Ventura dans Chloé, Tania Garbarski dans Lettres à Juliette, Sophie O dans Lovelace, Mélanie Dermont dans While We're Young et Ludivine Deworst dans You Should Have Left.
En version québécoise, l'actrice est régulièrement doublée par Catherine Bonneau qui est sa voix dans Méchantes ados, les filmsMamma Mia!, Le Corps de Jennifer, Lettres à Juliette, En temps, Mille et une façons de mourir dans l'ouest, Pan, Ted 2 ou encore Gringo.
Elle est également doublée par Stéfanie Dolan dans  Mâle Alpha, Solstice et Cher John.